# Hr.Ms. Fret (1910)
Hr.Ms. Fret – holenderski niszczyciel z początku XX wieku, jedna z ośmiu zbudowanych jednostek typu Fret. Okręt został zwodowany 15 października 1910 roku w stoczni Koninklijke Maatschappij De Schelde w Vlissingen, a w skład Koninklijke Marine wszedł w 1911 roku. Jednostka została skreślona z listy floty w 1922 roku, służąc następnie jako okręt-cel aż do lat 30., kiedy została złomowana.

## Projekt i budowa
Niszczyciele typu Fret były pierwszymi seryjnymi holenderskimi jednostkami tej klasy wyposażonymi w turbiny parowe . Początkowo jednostki miały cztery krótkie kominy, jednak później przebudowano je w ten sposób, że wysokość kominów zmniejszała się schodkowo od pierwszego do czwartego komina.
Hr.Ms. „Fret” zbudowany został w stoczni Koninklijke Maatschappij De Schelde w Vlissingen (numer stoczniowy 135) . Stępkę okrętu położono w 1909 roku, a zwodowany został 15 października 1910 roku .

## Dane taktyczno-techniczne
Okręt był niszczycielem o długości całkowitej 70,4 metra, szerokości 6,6 metra i maksymalnym zanurzeniu 2,8 metra (normalne wynosiło 2 metry) . Wyporność normalna wynosiła 510 ton. Siłownię okrętu stanowiły dwa zestawy turbin parowych Krupp-Germania o łącznej mocy 8500 KM, do których parę dostarczały cztery kotły Yarrow . Prędkość maksymalna napędzanego dwoma śrubami okrętu wynosiła 30 węzłów. Okręt zabierał zapas 120 ton węgla, co zapewniało zasięg wynoszący 2360 Mm przy prędkości 8,5 węzła (lub 670 Mm przy prędkości 20 węzłów) .
Na uzbrojenie artyleryjskie okrętu składały się cztery pojedyncze półautomatyczne działa kalibru 75 mm SA Nr 1 L/52 i cztery pojedyncze karabiny maszynowe kal. 7,9 mm L/80 . Broń torpedową stanowiły dwie pojedyncze wyrzutnie kal. 450 mm .
Załoga okrętu składała się z 83 oficerów, podoficerów i marynarzy .

## Służba
Okręt został przyjęty w skład Koninklijke Marine w 1911 roku . Niszczyciel wraz z budowanym jednocześnie Hr.Ms. „Wolf” został wysłany do Holenderskich Indii Wschodnich, gdzie spędził cały okres służby. Jednostkę wycofano ze składu floty w 1922 roku. Po wycofaniu ze służby jednostka służyła jako okręt-cel aż do lat 30. XX wieku, po czy została złomowana . Zdjęte z okrętu wyrzutnie torpedowe wykorzystano w budowanych na przełomie lat 30. i 40. w Surabai kutrach torpedowych typu TM.